# Gerda
Gerda ou Gerd (Gerðr) é uma gigante e uma deusa da mitologia nórdica muito inteligente e muito bela.
É filha de Gymir e Aurboða e casada com o deus Frei com quem tem um filho, Fliolmo. É irmã de Beli, morto por Frei.
Segundo os relatos nas Eddas, Freyr, vê ao longe a gigante Gerda, por quem logo se apaixona. O deus envia o seu servo Skírnir em seu nome à conquista de Gerda, até Jötunheimr. Esta sempre recusa as propostas de Skírnir, mas este ameaça lançar-lhe um feitiço, fazendo com que Gerd aceite casar com Freyr.